# Tricentrus walkeri
Tricentrus walkeri är en insektsart som beskrevs av Metcalf och Wade 1965. Tricentrus walkeri ingår i släktet Tricentrus och familjen hornstritar. Inga underarter finns listade i Catalogue of Life.